# The Rev
The Rev, pseudonimo di James Owen Sullivan, detto Jimmy (Huntington Beach, 9 febbraio 1981 – Huntington Beach, 28 dicembre 2009), è stato un batterista statunitense, noto per essere stato il cofondatore del gruppo musicale heavy metal Avenged Sevenfold, nel quale ha militato fino alla sua scomparsa.

## Biografia
The Rev nacque ad Huntington Beach (California) il 9 febbraio 1981, secondo di tre figli di Joseph e Barbara Sullivan.
Sin da piccolo dimostrò un forte interesse per la musica: a quattro anni i genitori gli regalarono la prima batteria giocattolo ed a tredici la prima batteria professionale. Inizialmente convinto dai genitori, a sei anni prese le prime lezioni di musica sia di pianoforte che di batteria ma senza ottenere davvero risultati. Fu raggiunti i dieci anni che iniziò a studiare seriamente la batteria all'Harbor College dove entrò anche a far parte di una piccola band di percussionisti chiamata Looney Booms.
Durante la frequentazione di un corso di basket conobbe uno dei futuri co-fondatori degli Avenged Sevenfold, M. Shadows, e durante la sua permanenza alla Huntington Beach High School dopo una lite conobbe quello che divenne prima il suo migliore amico ed in seguito la chitarra solista della sua band, Synyster Gates.
Prima di fondare gli Avenged Sevenfold, The Rev militò in alcune piccole band locali tra cui i Suburban Legends ed i Ballistico.
Oltre agli impegni con gli Avenged Sevenfold, con i quali ha inciso i primi quattro album, The Rev era anche il cantante, compositore e pianista dei Pinkly Smooth (sotto il nome di Rathead), progetto parallelo che condivideva con Synyster Gates (chitarrista degli Avenged Sevenfold) e con due membri del suo ex-gruppo, i Ballistico.

### La morte
The Rev ha fatto la sua ultima apparizione in pubblico insieme agli Avenged Sevenfold durante il Sonisphere Festival del Regno Unito, il 2 agosto 2009; da qui in poi il gruppo ha iniziato interamente a dedicarsi al nuovo album. Il 28 dicembre 2009 The Rev, a soli 28 anni, viene trovato morto nella sua casa di Huntington Beach. I genitori del batterista hanno confermato che The Rev è morto nel sonno. In seguito, i risultati dell'autopsia affermano che il giovane è deceduto a causa di un arresto cardiaco provocato da un mix di farmaci a lui prescritti, mischiati ad alcol e ad un'anomalia cardiaca, la cardiomegalia. Il funerale di The Rev è stato celebrato in forma privata il 6 gennaio 2010 ad Huntington Beach. Al funerale hanno presenziato, oltre ai membri del gruppo e ai familiari, anche amici di altre band come Good Charlotte, Lostprophets, Atreyu e My Chemical Romance. The Rev prima di morire finì di scrivere quasi tutte le parti di batteria per l'album Nightmare, pubblicato nel luglio 2010. Inoltre registrò alcune tracce vocali e di pianoforte, che furono usate dagli altri membri del gruppo nei brani Fiction e Save Me.

## Influenze musicali
Lo stile di The Rev fu influenzato, principalmente, da Dave Lombardo (Slayer), Vinnie Paul (Pantera) e Mike Portnoy (Dream Theater).

## Discografia

### Con gli Avenged Sevenfold
- 2001 – Sounding the Seventh Trumpet
- 2001 – Warmness on the Soul (EP)
- 2003 – Waking the Fallen
- 2005 – City of Evil
- 2007 – All Excess (DVD)
- 2007 – Avenged Sevenfold
- 2008 – Live in the LBC & Diamonds in the Rough (DVD+CD)
- 2010 – Nightmare (postumo)

### Con i Pinkly Smooth
- 2002 – Unfortunate Snort